# Paul Amadeus Pisk
Paul Amadeus Pisk (16. května 1893 Vídeň – 12. ledna 1990 Los Angeles) byl rakouský a americký muzikolog a hudební skladatel. Příslušník Druhé vídeňské školy.

## Život
Paulův otec, Ludwig Pisk, byl židovský právník, matka byla protestantka. Paul byl starším ze dvou synů, jeho mladší bratr se jmenoval Otto. Byli vychováni v protestantské víře. Matka jim zemřela, když byli Paulovi čtyři roky. Otec se znovu oženil a se svou druhou ženou měl dalšího syna, Hanse. Otec měl námitky proti tomu, aby se Paul stal hudebníkem, se studiem muzikologie na Vídeňské univerzitě se však smířil. Oba bratři Otto a Paul, sloužili během 1. světové války v rakouské armádě. Paul byl zásobovacím důstojníkem a Otto byl zajat v Černé Hoře a podle rodinné tradice byl spoluautorem plastické mapy Černé Hory, která je vystaveny v Cetinji.
Paul Pisk studoval muzikologii u Guido Adlera. Doktorát získal v roce 1916. Poté studoval dirigování na Císařské hudební akademii a soukromě skladbu u Arnolda Schoenberga. V roce 1919 ukončil studia a oženil se s Marthou Marií Frankovou, která byla také studentkou na Hudební akademii. Paul se stal hudebním pedagogem. V letech 1922–1934 byl ředitelem hudebního oddělení Volkshochschule Ottakring. Učil také na Nové vídeňské konzervatoři a v letech 1931–1933 i na Rakousko-americké konzervatoři nedaleko Salcburku.
Stal členem, tajemníkem a klavíristou Schoengergovy Společnosti pro soukromá hudební představení (Verein für musikalische Privataufführungen in Wien), jejímž cílem byla propagace skladatelů soudobé hudby. Byl jedním ze zakládajících členů Mezinárodní společnosti pro soudobou hudbu. V letech 1920–1928 působil také ve vydavatelství časopisu Musikblätter des Anbruch a jako hudební redaktor Arbeiter-Zeitung.
Z rasových důvodů musel roku 1936 Rakousko opustit a emigroval do Spojených států. Učil na University of Redlands (1937-1951), University of Texas v Austinu (1951-1963) a na Washington University v St. Louis (1963-1972). V roce 1967 obdržel Zlatý doktorský diplom Vídeňské univerzity. V roce 1973 se Pisk vrátil do Austinu a v témže roce mu zemřela. Po její smrti se přestěhoval do Los Angeles a znovu se oženil se zpěvačkou Irenou Hannu (rozenou Johannou Schwartzovou). Zemřel v Los Angeles v roce 1990.
Na jeho počest je na výročním zasedání Americké muzikologické společnosti udělována Piskova cena za nejlepší studentskou vědeckou práci v oboru.

## Dílo

### Hudební dílo
Varhanní skladby
- Sonáta op.46 (1940)
- Variace a fuga na americké téma op.57 (1946)
- Chorálová fantasie 'When I Survey the Wondrous Cross' op.73
- Three pieces op. 87 (Pastorale, Aria variata, Capriccio, 1957)
- Chorálové předehry
- Improvisation on an american folk melody (1958)

Komorní skladby
- Sonata for violin solo, op.16
- Moresca figures op.33 (cl,vln,pf, 1934)
- Three movements op.36 (1936)
- Cortege for brass choir op.53b (1947)
- Intermezzo op.70, no.1 (klarinet a klavír, 1949)
- Elegy & scherzino op.70, no. 2 (dechový kvartet, 1950)
- Suita op.68 pro flétnu sólo (1950)
- Dechový kvartet op.72 (1951)
- Sonata for flute and piano op.82 (1954)
- Suita op.85 pro hoboj, klarinet a klavír (1955)
- Eclogue op.86 (1955)
- Prelude, adagio & canzone op.56 (1956)
- Balada pro 6 viol (1958)
- Smyčcové trio op.95 (1958)
- Dechový kvintet op.96 (1958)
- Trio op.100 pro hoboj, klarinet a fagot (1960)
- Music for violin, clarinet, 'cello, & piano (1962)
- Arabesque op.102 č. 1 (hoboj a klavír, 1964)
- Dialogue op.102, č. 2 (klarinet a klavír, 1964)
- Envoy op.104 (1964)
- Duo op.105 (klarinet a fagot)
- Perpetuum mobile (1968)
- Processional for organ (1968)
- Four duets for equal instruments (1969)
- Suita pro flétnu sólo č. 2, op.112 (1969)
- Trio pro hoboj, klarinet a fagot (1979)

Klavírní skladby
- Lovers lament (klavír, 1940)
- Five two-part studies (klavír, 1949)
- Rondo scherzoso & Essay op.74 (1952)
- Sonatina in E op. 94 (klavír, 1958)
- Thirteen variations on an eight-bar theme op.107 (klavír, 1967)
- Four miniatures (klavír, 1969)

Orchestrální skladby
- Toccata of galuppi's op.58 (1947)
- Canzona (komorní orchestr, 1954)
- Divertimento
- Elegie pro smyčcový orchestr (1958)

Vokální skladby
- Sunset (1954)
- The Prophecy of Zechariah (1957)
- Four sacred songs (1959)
- In memoriam Carl Sandberg (satb, 1967)
- God is the light (1977)
- Two sonnets (Shakespeare) (1964)
- Two Goethe songs (1968)
- Píseň z Mnoho povyku pro nic (William Shakespeare)

### Hlavní muzikologické práce
- "Max Reger, Briefwechsel mit Herzog Georg II von Sachsen-Meiningen." Journal of the American Musicological Society, Vol. 3, No. 2,149-151. Summer, 1950
- "Subdivision of Tones: A Modern Music Theory and Philosophy" Bulletin of the American Musicological Society, 1942, v.36
- "The Fugue Themes in Bach's Well-Tempered Clavier" Bulletin of the American Musicological Society, No. 8 (Oct., 1945), pp. 28–29